# Bachaptscha
Die Bachaptscha (russisch Бахапча́) ist ein rechter Nebenfluss der Kolyma in Sibirien (Russland, Asien). Sie ist 212 km lang (die maximale Länge im Flusssystem beträgt 291 km). 

## Flusslauf
Die Bachaptscha hat ihren Ursprung im 29,4 km² großen auf einer Höhe von 753 m im Kolymagebirge gelegenen Solnetschnoje-See. Von dort fließt sie in überwiegend nördlicher Richtung durch das Bergland. Im Unterlauf befinden sich Stromschnellen. Die Bachaptscha mündet schließlich 5 km unterhalb von Sinegorje in die Kolyma. Die Bachaptscha gefriert von Oktober bis Mai. Wichtige Nebenflüsse sind Maltan (Малтан) und Nerega (Нерега), beide von rechts.

## Hydrologie
Das Einzugsgebiet der Bachaptscha umfasst 13.800 km². Der mittlere Abfluss beträgt am Pegel 5,4 km oberhalb der Mündung 123,8 m³/s. Zwischen Dezember und April ist der Fluss gefroren. Im Juni führt der Fluss mit im Mittel 575 m³/s die größte Wassermenge.